# Горно Круше (община Ресен)
 Тази статия е за преспанското село.  За поречкото село вижте Горно Круше (община Брод).  
Горно Круше (на македонска литературна норма: Горно Крушје) е село в община Ресен, Северна Македония.

## География
Селото e типично високопланинско, разположено на север от град Ресен, в прохода разделящ Плакенската планина и Изток планина. През същия проход преминава главната пътна артерия свързваща Охрид с Преспанското поле.

## История
В XIX век Горно Круше е село в Битолска кааза, Нахия Горна Преспа на Османската империя. В „Етнография на вилаетите Адрианопол, Монастир и Салоника“, издадена в Константинопол в 1878 година и отразяваща статистиката на населението от 1873 година, Круше (Krouchié) е посочено като село със 132 домакинства и 370 жители българи.
Според статистиката на Васил Кънчов („Македония. Етнография и статистика“) от 1900 година Крушье има 370 жители, всички българи християни.
На Етнографската карта на Битолския вилает на Картографския институт в София от 1901 година Круше е чисто българско село в Битолската каза на Битолския санджак с 84 къщи.
Селото пострадва по време на Илинденско-Преображенското въстание. След въстанието селото получава помощи от българския владика Григорий Пелагонийски.
Тальо: Единъ день слѣдъ възстанието, на 21 юлий... четитѣ нападнаха гарнизона въ ханищата на текето, близо при селата Крушйе и Лйорѣка. Завърза се сражение, което трая повече отъ 6 часа. Четитѣ се принудиха да отстѫпятъ, защото на гарнизона пристигна на помощь Реджебъ съ войски и Хюсейнъ Челйо съ башибозукъ. Това бѣ първото излизане на въоръжена сила отъ града. Нъ тѣ вмѣсто да прѣслѣдватъ четитѣ, ограбватъ първо Крушйе и подпалватъ кѫщитѣ и послѣ същото направятъ и съ Лйорѣка и до вечерьта се завръщатъ въ града. Понеже населението бѣ забѣгнало и се намираше задъ гърба на четитѣ, за това и човѣшки жертви нѣма и въ двѣтѣ села.
Нанчо: Ако и селото ни да бѣ изгорено... пакъ не бѣхме така съсипани, че да не можемъ да живѣемъ. Ала на 4 авг. войска и башибозукъ пакъ ни нападна. По жестоки бѣха тоя пѫть турцитѣ. Тѣ гледаха да съсичатъ всичко живо, каквото намѣрѣха въ село. Ние се разбѣгахме и кога се върнахме, намѣрихме 9 души селяни убити. Между тѣхъ имаше и двѣ момченца на 7 и 14 години. Башибозукътъ бѣше съвсѣмъ побѣснѣлъ. Той като не бѣше успѣлъ да убие повече хора, изби всички 95 селски свини и ни откара 1360 овце и кози, 68 чивта волове, 135 крави 26 коне, и 315 кила жито. При това взеха ни и всички земледѣлчески сѣчива. А въ селската ни черква оставиха само голи стѣни. Не по малко пострадаха и нашитѣ съсѣди въ Лйорѣка. Това село бѣ разорено на 15. августъ отъ войскитѣ, придружени отъ башибозукъ изъ с. Буково. Прѣдводительтъ имъ бѣше Юсрефъ отъ сжщото село. Тѣ изгориха всичко останало здраво. Башибозукътъ се спусна слѣдъ населението и уби 8 мѫже. Живи заловенитѣ бидоха най-жестоко омъртвени. А колкото жени бѣха застигнали, обезчестиха ги по най дивъ начинъ. На връщане отъ селото башибозукътъ откара 55 вола, 45 крави, 5 коне и 1500 овце. И тукъ всички 80 селски свини бѣха избити. Сега селянитѣ отъ двѣтѣ села живѣятъ въ колиби, построени върху развалинитѣ. Нѣкои отъ тѣхъ, които се бѣха пръснали по здравитѣ села, още не сѫ се завърнали.
В началото на XX век българското население на селото е под върховенството на Българската екзархия. По данни на секретаря на екзархията Димитър Мишев („La Macédoine et sa Population Chrétienne“) през 1905 година в Горно Круше има 480 българи екзархисти и функционира българско училище.
При избухването на Балканската война шест души от Горно Круше са доброволци в Македоно-одринското опълчение.
Според преброяването от 2002 година селото има 107 жители.
| Националност     | Всичко |
| северномакедонци | 107    |
| албанци          | 0      |
| турци            | 0      |
| цигани           | 0      |
| власи            | 0      |
| сърби            | 0      |
| бошняци          | 0      |
| други            | 0      |

## Личности
Родени в Горно Круше
- Ванко Божинов Лазарев, български революционер от ВМОРО[10]
- Ефтим Янков Велянов, български революционер от ВМОРО[11]
- Иван Трайчев (1880 – 1905), български революционер
- Кръсте Трайков (1875 – 1943), български революционер
- Наум Кръстев Павлев, български революционер от ВМОРО[12]
- Пере Ставрев Башов, български революционер от ВМОРО[11]
- Ставре Темелков Ангелков, български революционер от ВМОРО[11]
- Стево Темелков Ангелев, български революционер от ВМОРО[11]
- Тане Цветков Джавтаков, български революционер от ВМОР[12]